# Giovanni Pantaleo
Giovanni Pantaleo (Castelvetrano, 5 agosto 1831 – Roma, 3 agosto 1879) è stato un patriota e militare italiano.
Noto per essersi unito ai Mille di Garibaldi sin da prima della battaglia di Calatafimi, seguì il generale in tutte le successive campagne. Frate minore riformato, dopo aver abbandonato la vita ecclesiastica, si unì in matrimonio ed ebbe tre figli.
Nel 1869 prese parte all'Anticoncilio di Napoli organizzazione massonica da Giuseppe Ricciardi, in opposizione al Concilio Vaticano I, indetto a Roma da Pio IX.In posizione di pericolo, si costrinse, ad un viaggio in Germania, dove più vivi erano i dissensi a lui cari rispetto al Concilio Vaticano I.

## Biografia

### Primi anni
Nacque a Castelvetrano il 5 agosto 1831 da Vito e Margherita Amodei, in una famiglia di umili condizioni sociali. Dopo aver studiato con il sacerdote liberale Vito Pappalardo, entrò sedicenne tra i frati minori riformati. Il 9 dicembre 1849 vestì l'abito religioso, prendendo il nome di Giovan Vito di Castelvetrano. Il 3 settembre 1852 emise la professione solenne. Il 23 settembre 1854 fu ordinato sacerdote a Mazara del Vallo dal vescovo del luogo Antonio Salomone.  Studiò filosofia nel convento di Salemi e teologia a Trapani e Palermo, dove ebbe come maestri Giuseppe d'Acquaviva e Benedetto d'Acquisto.
Insegnò per qualche tempo nel Seminario Arcivescovile di Palermo e nello Studio francescano di Girgenti (Agrigento). Contemporaneamente assumeva incarichi per la predicazione popolare.
Nel 1859 dopo aver aderito ai moti antiborbonici di Palermo, organizzati da Ottavio Lanza di Trabìa perse l'insegnamento di filosofia morale nel seminario palermitano.  Venne, quindi, destinato a Naro, presso la Chiesa di Santa Maria di Gesù, divenendo predicatore.

### L'impresa dei Mille
Nel corso del 1859, quando l'opinione pubblica siciliana venne scossa dalle notizie delle vittorie franco-sarde della seconda guerra di indipendenza, egli ebbe un ruolo nella clandestina organizzazione di una sommossa siciliana contro i Borbone di Ferdinando II.
Appresa la notizia dello sbarco di Garibaldi in Sicilia, il 13 maggio 1860 lasciò senza preavviso o autorizzazioni il convento di Salemi, dove era impegnato per un ciclo di predicazione, e raggiunse le camicie rosse. Incontrò Garibaldi nel palazzo Torralta di Salemi, introdotto dall'ufficiale toscano Giuseppe Bandi, che poi ne diede testimonianza nel suo volume I Mille da Genova a Capua (1886). Seguì Garibaldi per tutta la spedizione dei mille.  Nelle settimane successive egli ebbe un ruolo non secondario nella generale mobilitazione popolare che accompagnò, in Sicilia, la spedizione: «giovò mirabilmente alle cose nostre… e non ebbe l'eguale nel sollevare i popoli e nello innamorarli alla crociata contro la tirannia», «vuole spandere un'aura di religiosità sopra di noi».
Precedette le camicie rosse a Napoli, insieme ad Alessandro Dumas. Prese alloggio, con la madre vedova e la sorella Filippa, più giovane di lui di quattro anni, nel palazzo Bagnara al largo del Mercatello, a poca distanza dall'alloggio del Generale, che si sarebbe acquartierato nel palazzo d'Angri al largo Spirito Santo (oggi via VII Settembre). Nella capitale coordinò tutti gli ecclesiastici liberali che si erano uniti ai garibaldini, provocando la protesta dell'arcivescovo di Napoli, il cardinale Sisto Riario Sforza, che, per tal motivo, fu fatto mandare in esilio (la stessa sorte toccò all'arcivescovo di Benevento, il cardinale Domenico Carafa, all'indomani della predicazione di Fra Pantaleo nel duomo sannita).
Fu cappellano della spedizione dei Mille, ma rifiutò il titolo di vicario del Cappellano maggiore per la Sicilia, che Garibaldi intendeva offrirgli il 5 novembre 1860. Accettò il titolo di abate della SS.ma Trinità di Castiglione, che gli dava una rendita annua di circa 350 lire (3 gennaio 1861).

### Dopo l'impresa dei Mille
Per la partecipazione all'impresa dei Mille, con Regio Decreto del 12 giugno 1861, Vittorio Emanuele II gli concesse la Croce di Cavaliere dei Santi Maurizio e Lazzaro. Ma con Regio Decreto del 23 febbraio 1862 fu dispensato dall'ufficio di cappellano dell'esercito meridionale, né poté essere regolarizzato come cappellano dell'esercito regolare perché sospeso a divinis dall'autorità ecclesiastica.
Rimasto legato al generale Garibaldi, si attivò a sostenere i moti politici per la liberazione di Roma e Venezia. Girò per molte città dell'Italia settentrionale a sostegno dei Comitati di provvedimento a sostegno della politica liberale e anti-asburgica.
Raggiunse Garibaldi in Sicilia, ove questi organizzava la spedizione d'Aspromonte del 1862, ma non partecipò direttamente agli eventi militari. Quando Garibaldi rimase ferito egli, che da Messina aveva raggiunto Napoli travestito, fu qui arrestato e trattenuto per diciotto giorni nel Castel dell'Ovo. Appena amnistiato, raggiunse Garibaldi, ancora prigioniero nella fortezza di Varignano, presso La Spezia: lo assistette durante l'operazione per estrarre la pallottola alla gamba e, poi, lo accompagnò a Pisa e a Caprera.

### Gli ultimi anni
Negli anni successivi si dedicò esclusivamente a questioni religiose, elaborando un progetto di rinnovamento della Chiesa cattolica per la creazione di una Chiesa nazionale o di popolo. Per le idee che egli diffondeva sulla stampa periodica, dovette affrontare un giudizio presso il tribunale di Torino per «attacco alla religione cattolica» (10 dicembre 1864). Decise pertanto di rinunziare allo stato ecclesiastico.
Nel 1866, in tempo per partecipare alla campagna di Garibaldi nel Trentino, nel quadro della terza guerra di indipendenza.  Cominciò con il grado di sergente, inquadrato nel 2º Reggimento del Corpo Volontari Italiani, si distinse nella battaglia di Ponte Caffaro del 25 giugno e nella difesa del Monte Nota del 18 luglio conseguente alla battaglia di Pieve di Ledro.  Al termine del conflitto venne promosso sottotenente, ricevendo l'encomio personale di Garibaldi.
Nei mesi successivi tentò di ottenere un incarico dal ministro della pubblica istruzione Domenico Berti. Un tentativo infruttuoso, cui rimediò subito, seguendo Garibaldi nell'organizzazione della sfortunata impresa del 1867, che portò alla sconfitta di Mentana. Combatté come ufficiale di ordinanza a Monterotondo, poi a Mentana come aiutante di campo di Menotti.
Dopo Mentana, Pantaleo si dedicò attivamente alla militanza democratica e anticlericale. Si legò alla massoneria e guardò con interesse sia agli ambienti del protestantesimo italiano sia al socialismo europeo. Nel 1869 partecipò all'Anticoncilio di Giuseppe Ricciardi in rappresentanza di quattordici associazioni o logge massoniche: vi sostenne l'ideale della «libertà di coscienza» contro la formula più diffusa di «libertà religiosa». L'anno seguente dovette riparare all'estero per sfuggire le conseguenze dei moti di piazza di Milano, in cui rimase coinvolto, ma in Germania fu arrestato come spia francese.
Liberato, raggiunse l'anziano Garibaldi in Francia dopo la sconfitta di Sedan e partecipò alla battaglia di Digione (23 gennaio 1871) con il grado di capitano dell'Armata dei Vosgi.
Giovanni Pantaleo morì in grandi ristrettezze a Roma il 3 agosto 1879, a soli 47 anni, e venne sepolto al Cimitero del Verano. Nel 1899 la sua tomba fu contrassegnata da un cippo monumentale in pietra scura. Dopo la morte di Pantaleo, i familiari vennero soccorsi da uno speciale comitato di solidarietà, voluto dal generale Giuseppe Avezzana. Il Ministero delle finanze assegnò ai figli una rivendita di sali e tabacchi a Portomaggiore (Ferrara) e alla vedova una ricevitoria del lotto, prima a Messina e poi a Chieti. La madre e la sorella poterono beneficiare di una pensione ricavata dalle antiche rendite abbaziali di cui godeva Pantaleo.

## Vita privata
Il 22 giugno 1872, sposò a Lione, nella Francia ormai repubblicana, Camilla Vahè, suscitando un grande scandalo, fra amici e, tanto più, avversari politici.  Dopodiché si trasferì a Napoli e, di lì, nel 1876, a Roma, ormai liberata dopo la breccia di Porta Pia. Tra molti stenti, senza riuscire a trovare dignitosa sistemazione lavorativa nella vita civile, visse con la madre, la sorella e la nuova famiglia.
Dalla moglie Camilla ebbe tre figli. I primi due, Elvezia e Giorgio Imbriani, nacquero a Napoli; la prima prese il nome della Svizzera, ammirata da Pantaleo come paese di libertà, il secondo, invece, dall'amico napoletano, nipote dei Poerio, morto a Digione. L'ultima figlia, Clelia, nacque a Roma.
Il 24 agosto 1882, la vedova di Giovanni Pantaleo, Camilla Vahé, sposò l'avvocato triestino Aurelio Salomona, che era il segretario del Comitato di solidarietà.